# Jorge Bleck
Jorge Bleck (Lisboa, 1955) é um advogado português.
Advogado dedicado especialmente aos domínios do Direito Comercial e do Direito Financeiro, integrando, como sócio, a Vieira de Almeida & Associados. Anteriormente, foi sócio fundador da Morais Leitão e sócio coordenador da Linklaters em Portugal. Destaca-se nos últimos anos por ter assessorado o Estado Português, na conceção da resolução do Banco Espírito Santo, tendo igualmente assessorado a venda do Novo Banco. Foi administrador não executivo da Portugal Telecom, de 2002 a 2006. 